# Rodrigo Haag
Rodrigo Haag (Santo Tomé, Santa Fe, 23 de enero de 1995) es un baloncestista argentino que se desempeña como escolta. Actualmente es jugador de Unión de Santo Tomé. 

## Trayectoria

### Clubes
| Club                  | País      | Año             |
| --------------------- | --------- | --------------- |
| Echagüe               | Argentina | 2011 - 2014     |
| Unión de Santa Fe     | Argentina | 2014 - 2015     |
| Quimsa                | Argentina | 2015 - 2016     |
| Salta Basket          | Argentina | 2016 - 2018     |
| Unión de Santa Fe     | Argentina | 2018            |
| San Isidro            | Argentina | 2018 - 2019     |
| CAO Ceres             | Argentina | 2019 - 2020     |
| Estudiantes Concordia | Argentina | 2021            |
| Lanús                 | Argentina | 2021 - 2022     |
| GEPU                  | Argentina | 2022            |
| Unión de Santo Tomé   | Argentina | 2024 - Presente |

## Selección nacional
Haag fue miembro de las selecciones juveniles de baloncesto de Argentina, cumpliendo un proceso formativo que lo llevó a participar de los Sudamericanos Sub-15 de San Andrés 2009 y Pasto 2010, del Panamericano Sub-16 de Cancún 2011 y del Panamericano Sub-18 de São Sebastião do Paraíso de 2012, y del Campeonato Mundial de Baloncesto Sub-17 de 2012 en Kaunas, como también del Campeonato Mundial de Baloncesto Sub-19 de 2013 en Praga.